# 報酬遞減
報酬遞減（英語：diminishing returns）又名收益遞減、報酬遞減法則、收益遞減法則（law of diminishing returns）、產量遞減原則（principle of diminishing marginal productivity），邊際報酬遞減、邊際收益遞減（diminishing marginal returns）、邊際報酬遞減法則、邊際回報遞減定律（law of diminishing marginal returns）以及邊際產量遞減法則（principle of diminishing marginal productivity）等，在經濟學中，指在投入生產要素後，每單位生產要素隨著所能提供的產量增加發生遞減的現象。
早期的經濟學家，忽略了科學與技術的進步可以增加產量，認為在人口的增加下，隨著邊際報酬遞減的影響，會發生人均產出持續下降，造成人類生活在痛苦的水平中，類似的理論在也應用在托馬斯·馬爾薩斯的著作《人口論》中。然而科學與技術的進步使得人類沒有發生生產停滯的情況，甚至還抵過人口增加的影響，使人類的生活水平提高。此外，科技的发展不是线性的，一些研究指出，全球範圍內的科技創新速率在1873年達到頂峰之後，便開始趨緩直到現在，已開發國家的經濟與技術水準發展變慢，是一個接近停滯而非加速的狀態。有觀點認為人類的科技發展正在接近一個科技奇點。

## 歷史
最早提出時間為1768年，古典經濟學家安妮·羅伯特·雅克·杜爾哥（Anne Robert Jacques Turgot）認為，在符合古典經濟學認為的最高產量條件（生產要素比例最適：不管增或減任一的生產要素都會導致產量的下降）的情況下，會有三階段的變化。
- 階段一：邊際產量上升，平均產量上升；
- 階段二：邊際產量遞減，平均產量上升；
- 階段三：平均產量遞減。

經濟學家約翰‧海因里希、馮·杜能、托馬斯·馬爾薩斯及大衛·李嘉圖等人也對此也有所討論，然而其中開始引起關注的是大衛·李嘉圖與托馬斯·馬爾薩斯間的討論：
- 沒有投入就沒有產出，因此生產線由原點開始。
- 生產要素初始投入時邊際報酬最高。
- 邊際報酬持續遞減。

而同樣的概念也應用在托馬斯·馬爾薩斯其著作《人口論》提出的人口鐵律（Iron Law of Population）中。

## 分析

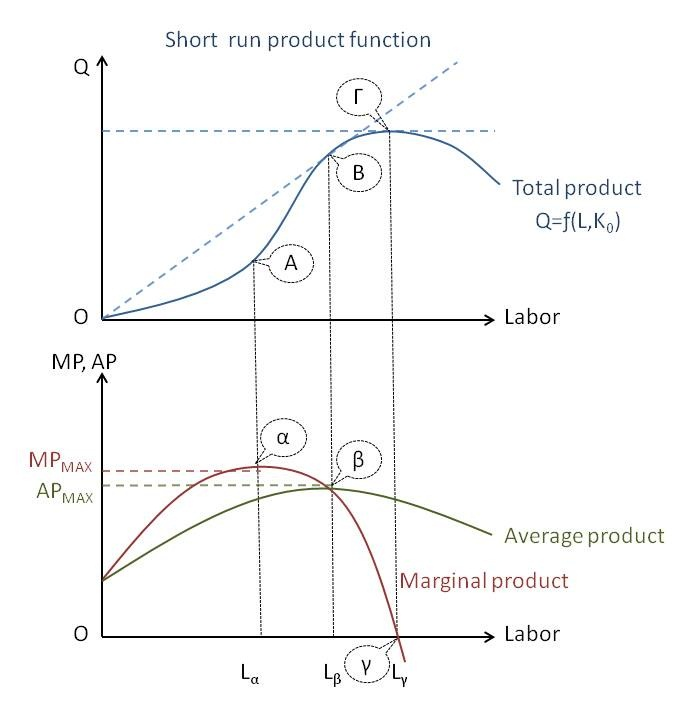
短期生產函數中Α點以右開始，出現邊際報酬遞減的情形。

邊際報酬遞減現象，在經濟學的產量分析中出現，在此分析中，可分為發生於長期與短期兩種不同的假設，而邊際報酬遞減則常出現於產量的短期分析中，長期分析則因科學與技術進步使生產效率改變，邊際報酬也因此發生變化，無法確知影響。
然而在短期也因為生產技術的特性及配合資本投入量的多寡，很難有一個定論，僅能就實證慣律（empirical regularity）顯示。短期產量受到固定的生產要素以及變動的生產要素影響而發生變化，由於一開始時就有固定要素的存在，增加變動的生產要素會增加對固定的生產要素的使用效率，因此邊際產量增加。然而增加到一定量後，由於受限於固定的生產要素的數量，再增加生產要素反而出現不效率，造成邊際報酬遞減。以左圖的短期生產函數為例，邊際產量（marginal product）在Α點達到最高點，然後開始遞減（diminish），顯示變動生產要素（variable factors）增加，但固定生產因素（fixed factors）所帶來的產量增長因受限而下降。